# GP2-Lauf in as-Sachir 2014
Der GP2-Lauf in as-Sachir 2014 fand vom 4. bis 6. April auf dem Bahrain International Circuit in as-Sachir statt und war der erste Lauf der GP2-Serie 2014. 

## Berichte

### Hintergrund
Die Veranstaltung fand im Rahmenprogramm des Großen Preises von Bahrain statt.
Neun Fahrer debütierten bei diesem Lauf in der GP2-Serie: Takuya Izawa (ART Grand Prix), Axcil Jefferies (Trident Racing), Raffaele Marciello (Racing Engineering), Artjom Markelow (RT Russian Time), André Negrão (Arden International), Arthur Pic (Campos Racing), Facu Regalía (Hilmer Motorsport), Kimiya Satō (Campos Racing) und Stoffel Vandoorne (ART Grand Prix). Izawa wechselte von der Super Formula, in der er Siebter wurde. Jefferies fuhr zuvor in der Indy Lights, in der er den elften Rang belegte. Marciello wechselte als Meister der europäischen Formel-3-Meisterschaft in die GP2-Serie. Markelow stieg als Vizemeister des deutschen Formel-3-Cup auf. Negrão, Pic und Vandoorne fuhren 2013 in der Formel Renault 3.5. Negrão wurde dort Zehnter, Pic Achter und Vandoorne Zweiter der Gesamtwertung. Regalia fuhr zuvor in der GP3-Serie, Satō in der Auto GP, in der sie beide jeweils Vizemeister wurden.
Daniel Abt (Hilmer Motorsport), Nathanaël Berthon (Venezuela GP Lazarus), René Binder (Arden International), Johnny Cecotto jr. (Trident Racing), Stefano Coletti (Racing Engineering), Conor Daly (Venezuela GP Lazarus), Mitch Evans (RT Russian Time), Rio Haryanto (EQ8 Caterham Racing), Jon Lancaster (MP Motorsport), Julian Leal (Carlin), Jolyon Palmer (DAMS) und Adrian Quaife-Hobbs (Rapax) starteten erstmals für ihre neuen Teams.
Campos Racing kehrte in die GP2-Serie zurück und übernahm den Startplatz von Barwa Addax. Campos war bereits bis 2008 in der GP2-Serie aktiv und hatte das GP2-Team 2009 an Barwa Addax verkauft. Die Betreuung des Meisterteams RT Russian Time übernahm iSport International von Motopark Academy.
Beim Lauf in as-Sachir stellte Pirelli den Fahrern die Reifenmischungen P Zero Hard (orange) und P Zero Soft (gelb) sowie für Nässe Cinturato Full-Wets (blau) zur Verfügung.

### Training
Kurz vor Ende des Trainings stellte Daniël de Jong sein Fahrzeug nach Kurve 2 ab und verursachte eine rote Flagge. Aufgrund der geringen Restzeit wurde die Trainingszeit nicht gestoppt. Evans beendete das Training mit der schnellsten Zeit gefolgt von Vandoorne und Marciello.

### Qualifying
Das Qualifying fand erstmals in Bahrain unter Flutlicht statt. Zu Beginn zögerten einige Fahrer mit dem Herausfahren, um auf ihrer schnellen Runde bessere Streckenverhältnisse zu haben. Auch Abt fuhr später heraus und setzte sich vorläufig an die Spitze. Zur Halbzeit des Qualifyings waren alle Fahrer wieder in der Box und wechselten auf neue Reifen der weicheren Mischung. Nachdem beinahe alle Fahrer wieder auf der Strecke waren, drehte sich rund acht Minuten vor Ende des Qualifyings Markelow und verursachte eine rote Flagge. Alle Fahrer mussten ihre Runde abbrechen und zurück an die Box fahren. Als die Strecke wieder freigegeben wurde, fuhren alle verbliebenen Fahrer wieder heraus. Während Abt sich nicht mehr verbesserte, fuhren Palmer und Vandoorne schneller als bei ihrem ersten Versuch. Schließlich sicherte sich Palmer die Pole-Position mit drei Hundertstelsekunden Vorsprung vor Vandoorne und Abt.
Im Anschluss an das Qualifying wurde Felipe Nasr um drei Positionen strafversetzt, da er mit einer „unnormalen Richtungsänderung“ einen anderen Fahrer behindert hat.

### Hauptrennen
Beim Start in die Einführungsrunde würgte Trummer den Motor ab. Er wurde daraufhin in die Boxengasse geschoben, von wo er dem Feld hinterher startete.
Als das Rennen gestartet wurde, kam Palmer von der Pole-Position nicht gut weg. Abt dahinter musste daraufhin ebenfalls vom Gas gehen und beide Fahrer verloren viele Positionen. Vandoorne hatte einen guten Start und setzte sich an die Spitze des Feldes, dicht gefolgt von Richelmi. In der ersten Runde fiel Regalia nach einer Kollision aus. Nach der ersten Runde führte Vandoorne vor Richelmi, Coletti, Haryanto, Evans und Palmer.
In der dritten Runde kam es zu einer Kollision zwischen Satō und Jefferies. Satō hatte versucht sich vor Kurve 4 rechts neben Jefferies zu positionieren, während dieser ebenfalls nach rechts zog, um seine Position zu verteidigen. Dabei touchierte Satō das Heck von Jefferies, woraufhin sich dieser drehte und unkontrolliert in die Mauer fuhr. Das Fahrzeug kam im Kiesbett der darauffolgenden Kurve zum Stehen und das Safety-Car wurde herausgeschickt.
Am Ende der sechsten Runde kam das Safety-Car herein. Das Boxenstoppfenster öffnete gleichzeitig und zehn Fahrer kamen direkt herein, um von der weichen auf die harte Reifenmischung zu wechseln. Abt unterlief dabei ein Fehler, indem er die falsche Box angesteuert hatte. Er kam eine Runde später abermals herein, fiel jedoch bis weit an das Ende des Feldes zurück.
In den folgenden Runden wechselten die restlichen Fahrer, die auf den weichen Reifen gestartet waren, alle auf die harten Reifen. Vandoorne behielt dabei die virtuelle Führung und verkleinerte in den folgenden Runden den Abstand zu den sieben verbliebenen Fahrern, die noch stoppen mussten. Marciello und Satō bekamen währenddessen eine Durchfahrtsstrafe, weil sie in der Boxengasse die Geschwindigkeitsbegrenzung überschritten hatten. Darüber hinaus bekam Cecotto die gleiche Strafe, da er Satō außerhalb der Streckenmarkierung überholt hatte.
In Runde 16 war Daly der erste der sieben Fahrer ohne Boxenstopp, der hereinkam. Kurz darauf absolvierte auch Berthon seinen Boxenstopp, bei dem jedoch eine Radmutter nicht fest angezogen wurde. Er kam, trotz der Aufforderung vom Team das Fahrzeug abzustellen, erneut an die Box.
Nachdem Vandoorne bereits Markelow auf der Strecke überholt hatte, mussten nur noch Trummer und de Jong an die Box. Währenddessen nutzten die Fahrer auf den frischen weichen Reifen diese aus und überholten zahlreiche Fahrer.
Trummer wartete bis Runde 31, um zu seinem Stopp hereinzukommen. Er fiel bis auf Position neun zurück. In nur einer Runde überholte er zwei Fahrer und wurde am Ende Siebter.
Vandoorne gewann sein Debütrennen vor Leal und Palmer. Er war erst der vierte Fahrer nach Heikki Kovalainen (Serienstart 2005), Álvaro Parente (2008) und Charles Pic (2010), dem dies gelang. Markelow fuhr die schnellste Runde des Rennens, da er jedoch nicht unter den Top 10 lag, gingen die zwei Punkte für die schnellste Runde an Palmer. Nasr kam auf Position acht ins Ziel und sicherte sich damit die Pole-Position für das Sprintrennen.

### Sprintrennen
Palmer gewann das Rennen vor Simon Trummer und Leal. Rossi fuhr die schnellste Runde des Rennens, da er jedoch nicht unter den Top 10 lag, gingen die zwei Punkte für die schnellste Runde an Palmer.

## Meldeliste
Alle Teams und Fahrer verwenden das Dallara-Chassis GP2/11, Motoren von Renault-Mecachrome und Reifen von Pirelli.
| Team                 | Auto # | Fahrer              |
| -------------------- | ------ | ------------------- |
| RT Russian Time      | 01     | Mitch Evans         |
| RT Russian Time      | 02     | Artjom Markelow     |
| Carlin               | 03     | Felipe Nasr         |
| Carlin               | 04     | Julian Leal         |
| Racing Engineering   | 05     | Raffaele Marciello  |
| Racing Engineering   | 06     | Stefano Coletti     |
| DAMS                 | 07     | Jolyon Palmer       |
| DAMS                 | 08     | Stéphane Richelmi   |
| ART Grand Prix       | 09     | Takuya Izawa        |
| ART Grand Prix       | 10     | Stoffel Vandoorne   |
| Hilmer Motorsport    | 11     | Daniel Abt          |
| Hilmer Motorsport    | 12     | Facu Regalía        |
| Rapax                | 14     | Adrian Quaife-Hobbs |
| Rapax                | 15     | Simon Trummer       |
| Arden International  | 16     | René Binder         |
| Arden International  | 17     | André Negrão        |
| EQ8 Caterham Racing  | 18     | Rio Haryanto        |
| EQ8 Caterham Racing  | 19     | Alexander Rossi     |
| MP Motorsport        | 20     | Daniël de Jong      |
| MP Motorsport        | 21     | Jon Lancaster       |
| Trident Racing       | 22     | Axcil Jefferies     |
| Trident Racing       | 23     | Johnny Cecotto jr.  |
| Venezuela GP Lazarus | 24     | Nathanaël Berthon   |
| Venezuela GP Lazarus | 25     | Conor Daly          |
| Campos Racing        | 26     | Arthur Pic          |
| Campos Racing        | 27     | Kimiya Satō         |

## Klassifikationen

### Qualifying
| Pos. | Fahrer              | Team                 | Zeit     | Start |
| ---- | ------------------- | -------------------- | -------- | ----- |
| 01   | Jolyon Palmer       | DAMS                 | 1:38,865 | 01    |
| 02   | Stoffel Vandoorne   | ART Grand Prix       | 1:38,895 | 02    |
| 03   | Daniel Abt          | Hilmer Motorsport    | 1:39,073 | 03    |
| 04   | Stéphane Richelmi   | DAMS                 | 1:39,081 | 04    |
| 05   | Rio Haryanto        | Caterham Racing      | 1:39,228 | 05    |
| 06   | Stefano Coletti     | Racing Engineering   | 1:39,271 | 06    |
| 07   | Mitch Evans         | RT Russian Time      | 1:39,274 | 07    |
| 08   | Felipe Nasr         | Carlin               | 1:39,301 | 11    |
| 09   | Raffaele Marciello  | Racing Engineering   | 1:39,449 | 08    |
| 10   | Arthur Pic          | Campos Racing        | 1:39,462 | 09    |
| 11   | Jon Lancaster       | MP Motorsport        | 1:39,507 | 10    |
| 12   | Julian Leal         | Carlin               | 1:39,588 | 12    |
| 13   | Johnny Cecotto jr.  | Trident Racing       | 1:39,615 | 13    |
| 14   | André Negrão        | Arden International  | 1:39,647 | 14    |
| 15   | Alexander Rossi     | Caterham Racing      | 1:39,651 | 15    |
| 16   | Kimiya Satō         | Campos Racing        | 1:39,749 | 16    |
| 17   | René Binder         | Arden International  | 1:39,788 | 17    |
| 18   | Conor Daly          | Venezuela GP Lazarus | 1:39,848 | 18    |
| 19   | Facu Regalía        | Hilmer Motorsport    | 1:39,881 | 19    |
| 20   | Nathanaël Berthon   | Venezuela GP Lazarus | 1:39,928 | 20    |
| 21   | Simon Trummer       | Rapax                | 1:40,059 | 21    |
| 22   | Daniël de Jong      | MP Motorsport        | 1:40,060 | 22    |
| 23   | Takuya Izawa        | ART Grand Prix       | 1:40,401 | 23    |
| 24   | Adrian Quaife-Hobbs | Rapax                | 1:40,408 | 24    |
| 25   | Axcil Jefferies     | Trident Racing       | 1:40,619 | 25    |
| 26   | Artjom Markelow     | RT Russian Time      | 1:41,172 | 26    |

Anmerkungen
1. ↑  Nasr wurde aufgrund einer „unnormalen Richtungsänderung“, die einen anderen Fahrer behindert hat, um drei Positionen nach hinten versetzt.

### Hauptrennen
| Pos. | Fahrer              | Team                 | Runden | Zeit       | Start | Schnellste Runde |
| ---- | ------------------- | -------------------- | ------ | ---------- | ----- | ---------------- |
| 01   | Stoffel Vandoorne   | ART Grand Prix       | 32     | 59:57,411  | 02    | 1:44,882 (08.)   |
| 02   | Julian Leal         | Carlin               | 32     | + 1,551    | 12    | 1:44,845 (10.)   |
| 03   | Jolyon Palmer       | DAMS                 | 32     | + 5,880    | 01    | 1:44,804 (10.)   |
| 04   | Stefano Coletti     | Racing Engineering   | 32     | + 6,317    | 06    | 1:45,680 (08.)   |
| 05   | Arthur Pic          | Campos Racing        | 32     | + 15,100   | 09    | 1:44,910 (08.)   |
| 06   | Takuya Izawa        | ART Grand Prix       | 32     | + 21,729   | 23    | 1:45,504 (24.)   |
| 07   | Simon Trummer       | Rapax                | 32     | + 21,979   | 21    | 1:45,245 (32.)   |
| 08   | Felipe Nasr         | Carlin               | 32     | + 24,425   | 11    | 1:46,015 (09.)   |
| 09   | René Binder         | Arden International  | 32     | + 24,861   | 17    | 1:46,482 (25.)   |
| 10   | Adrian Quaife-Hobbs | Rapax                | 32     | + 26,194   | 24    | 1:45,480 (11.)   |
| 11   | Daniël de Jong      | MP Motorsport        | 32     | + 27,034   | 22    | 1:45,658 (27.)   |
| 12   | Conor Daly          | Venezuela GP Lazarus | 32     | + 31,931   | 18    | 1:46,410 (18.)   |
| 13   | Daniel Abt          | Hilmer Motorsport    | 32     | + 36,231   | 03    | 1:44,949 (09.)   |
| 14   | Mitch Evans         | RT Russian Time      | 32     | + 36,997   | 07    | 1:45,837 (02.)   |
| 15   | Artjom Markelow     | RT Russian Time      | 32     | + 41,030   | 26    | 1:43,604 (24.)   |
| 16   | Rio Haryanto        | Caterham Racing      | 32     | + 41,714   | 05    | 1:45,715 (09.)   |
| 17   | Jon Lancaster       | MP Motorsport        | 32     | + 42,412   | 10    | 1:45,481 (08.)   |
| 18   | Raffaele Marciello  | Racing Engineering   | 32     | + 46,849   | 08    | 1:45,591 (10.)   |
| 19   | Stéphane Richelmi   | DAMS                 | 32     | + 49,656   | 04    | 1:45,874 (10.)   |
| 20   | André Negrão        | Arden International  | 32     | + 1:02,346 | 14    | 1:45,948 (09.)   |
| 21   | Johnny Cecotto jr.  | Trident Racing       | 32     | + 1:13,454 | 13    | 1:45,259 (09.)   |
| 22   | Alexander Rossi     | Caterham Racing      | 32     | + 1:34,560 | 15    | 1:45,224 (08.)   |
| 23   | Nathanaël Berthon   | Venezuela GP Lazarus | 30     | DNF        | 20    | 1:44,672 (22.)   |
| —    | Kimiya Satō         | Campos Racing        | 27     | DNF        | 16    | 1:46,096 (08.)   |
| —    | Axcil Jefferies     | Trident Racing       | 02     | DNF        | 25    | 1:49,506 (02.)   |
| —    | Facu Regalía        | Hilmer Motorsport    | 0      | DNF        | 19    | —                |

### Sprintrennen
| Pos. | Fahrer              | Team                 | Runden | Zeit      | Start | Schnellste Runde |
| ---- | ------------------- | -------------------- | ------ | --------- | ----- | ---------------- |
| 01   | Jolyon Palmer       | DAMS                 | 23     | 41:02,484 | 06    | 1:45,636 (04.)   |
| 02   | Simon Trummer       | Rapax                | 23     | + 0,809   | 02    | 1:45,756 (04.)   |
| 03   | Julian Leal         | Carlin               | 23     | + 1,430   | 07    | 1:45,948 (04.)   |
| 04   | Felipe Nasr         | Carlin               | 23     | + 8,719   | 01    | 1:46,467 (02.)   |
| 05   | Stéphane Richelmi   | DAMS                 | 23     | + 16,416  | 19    | 1:45,781 (03.)   |
| 06   | Adrian Quaife-Hobbs | Rapax                | 23     | + 17,680  | 10    | 1:46,148 (05.)   |
| 07   | Mitch Evans         | RT Russian Time      | 23     | + 18,012  | 14    | 1:46,159 (03.)   |
| 08   | René Binder         | Arden International  | 23     | + 19,791  | 09    | 1:46,694 (05.)   |
| 09   | Arthur Pic          | Campos Racing        | 23     | + 19,977  | 04    | 1:46,592 (04.)   |
| 10   | Artjom Markelow     | RT Russian Time      | 23     | + 20,678  | 15    | 1:45,776 (06.)   |
| 11   | Daniël de Jong      | MP Motorsport        | 23     | + 21,086  | 11    | 1:46,559 (04.)   |
| 12   | Takuya Izawa        | ART Grand Prix       | 23     | + 21,713  | 03    | 1:46,634 (03.)   |
| 13   | Daniel Abt          | Hilmer Motorsport    | 23     | + 29,171  | 13    | 1:46,923 (05.)   |
| 14   | Johnny Cecotto jr.  | Trident Racing       | 23     | + 33,500  | 21    | 1:46,878 (05.)   |
| 15   | Jon Lancaster       | MP Motorsport        | 23     | + 34,017  | 17    | 1:46,925 (05.)   |
| 16   | Rio Haryanto        | Caterham Racing      | 23     | + 35,778  | 16    | 1:46,733 (04.)   |
| 17   | Nathanaël Berthon   | Venezuela GP Lazarus | 23     | + 38,028  | 23    | 1:46,744 (03.)   |
| 18   | André Negrão        | Arden International  | 23     | + 38,524  | 20    | 1:47,093 (05.)   |
| 19   | Kimiya Satō         | Campos Racing        | 23     | + 39,439  | 24    | 1:47,125 (04.)   |
| 20   | Facu Regalía        | Hilmer Motorsport    | 23     | + 44,065  | 26    | 1:47,335 (04.)   |
| 21   | Axcil Jefferies     | Trident Racing       | 23     | + 48,583  | 25    | 1:46,895 (04.)   |
| 22   | Stoffel Vandoorne   | ART Grand Prix       | 23     | + 49,324  | 08    | 1:45,696 (05.)   |
| 23   | Stefano Coletti     | Racing Engineering   | 23     | + 80,944  | 05    | 1:45,753 (03.)   |
| 24   | Raffaele Marciello  | Racing Engineering   | 22     | + 1 Runde | 18    | 1:45,921 (15.)   |
| 25   | Alexander Rossi     | Caterham Racing      | 22     | + 1 Runde | 22    | 1:45,344 (04.)   |
| —    | Conor Daly          | Venezuela GP Lazarus | 16     | DNF       | 12    | 1:46,649 (03.)   |

## Meisterschafts-Stände nach dem Lauf

### Fahrerwertung
| Pos. | Fahrer              | Team                | Punkte |
| ---- | ------------------- | ------------------- | ------ |
| 01   | Jolyon Palmer       | DAMS                | 38     |
| 02   | Julian Leal         | Carlin              | 28     |
| 03   | Stoffel Vandoorne   | ART Grand Prix      | 25     |
| 04   | Simon Trummer       | Rapax               | 18     |
| 05   | Felipe Nasr         | Carlin              | 12     |
| 06   | Stefano Coletti     | Racing Engineering  | 12     |
| 07   | Arthur Pic          | Campos Racing       | 10     |
| 08   | Takuya Izawa        | ART Grand Prix      | 8      |
| 09   | Stéphane Richelmi   | DAMS                | 6      |
| 10   | Adrian Quaife-Hobbs | Rapax               | 5      |
| 11   | René Binder         | Arden International | 3      |
| 12   | Mitch Evans         | RT Russian Time     | 2      |
| 13   | Artjom Markelow     | RT Russian Time     | 0      |

| Pos. | Fahrer             | Team                 | Punkte |
| ---- | ------------------ | -------------------- | ------ |
| 14   | Daniël de Jong     | MP Motorsport        | 0      |
| 15   | Conor Daly         | Venezuela GP Lazarus | 0      |
| 16   | Daniel Abt         | Hilmer Motorsport    | 0      |
| 17   | Johnny Cecotto jr. | Trident Racing       | 0      |
| 18   | Jon Lancaster      | MP Motorsport        | 0      |
| 19   | Rio Haryanto       | EQ8 Caterham Racing  | 0      |
| 20   | Nathanaël Berthon  | Venezuela GP Lazarus | 0      |
| 21   | André Negrão       | Arden International  | 0      |
| 22   | Raffaele Marciello | Racing Engineering   | 0      |
| 23   | Kimiya Satō        | Campos Racing        | 0      |
| 24   | Facu Regalía       | Hilmer Motorsport    | 0      |
| 25   | Axcil Jefferies    | Trident Racing       | 0      |
| 26   | Alexander Rossi    | EQ8 Caterham Racing  | 0      |

### Teamwertung
| Pos. | Team                | Punkte |
| ---- | ------------------- | ------ |
| 01   | DAMS                | 44     |
| 02   | Carlin              | 40     |
| 03   | ART Grand Prix      | 33     |
| 04   | Rapax               | 23     |
| 05   | Racing Engineering  | 12     |
| 06   | Campos Racing       | 10     |
| 07   | Arden International | 3      |

| Pos. | Team                 | Punkte |
| ---- | -------------------- | ------ |
| 08   | RT Russian Time      | 2      |
| 09   | MP Motorsport        | 0      |
| 10   | Venezuela GP Lazarus | 0      |
| 11   | Hilmer Motorsport    | 0      |
| 12   | Trident Racing       | 0      |
| 13   | EQ8 Caterham Racing  | 0      |